# مارش الكولونيل بوجي
مارش الكولونيل بوجي (بالإنجليزية: Colonel Bogey March)‏ هو مارش عسكري تم تأليفه 1914 بواسطة ف. ج ريكتس، وكان ماريسترو الجيش البريطاني، وقد أشتهر هذا اللحن وأستخدم في الكثير من الأفلام والمسلسلات

## وصلات خارجية
- أستمع للحن
- توزيعات على اللحن